# اولیتا (جمهوری آلتای)
اولیتا (به لاتین: Ulita) یک منطقهٔ مسکونی در روسیه است که در جمهوری آلتای واقع شده‌است.